# Alexotypa
Alexotypa is een geslacht van vlinders van de familie Carposinidae, uit de onderfamilie Millieriinae.

## Soorten
- A. caradjai Diakonoff, 1989
- A. japonica (Walsingham, 1900)
- A. vitiata (Meyrick, 1913)